# 章若昌
章若昌（？—1608年），字智甫，浙江紹興府山陰縣人，軍籍，明朝政治人物。

## 生平
本姓章，三岁喪父，妗彭某氏无子，抚以为嗣，因姓彭。勤苦力学，暑夜蚊盛则纳足瓮中读书，至夜半不辍。万历二十八年（1600年）庚子科浙江乡试舉人，復姓章，萬曆三十二年（1604年）甲辰科进士，工部觀政，授刑部主事，三十六年卒。